# Joris Ivens
Joris Ivens (18. novembar 1898 – 28. jun 1989) bio je holandski filmski režiser, poznat kao jedan od klasika dokumentarnog filma u 20. vijeku.

## Biografija
Odrastao je u imućnoj porodici. Njegov otac je bio jedan od pionira fotografije u Holandiji. Od adolescentske dobi se interesuje za fotografiju. Filmom se počeo baviti tokom studija u Berlinu. Krajem 1920-ih je snimio nekoliko antologijskih dokumetraca kao što su De brug i Regen. U isto vrijeme se sprijateljio sa sovjetskim avangardnim sineastima kao što su Sergej Ajzenštajn, Dziga Vertov i Pudovkin, te je početkom 1930-ih posjetio SSSR. Nakon toga se deklarisao kao komunista i njegova ideologija je je često uticaka na njegov opus koji je uključivao propagiranje republikanske Španije u građanskom ratu u The Spanish Earth, otpor Kineza japanskim osvajačima u filmu The 400th Million (1938) i propagandne filmove u korist Saveznika u Drugom svjetskom ratu. Nakon rata je svojim filmovima promovisai indonezijski pokret za nezavisnost, kao i Sjeverni Vijetnam u ratu protiv Amerikanaca, te kinesku kulturnu revoluciju.
Njegovi filmovi su opisani kao "spoj poezije i socijalno-političkog angažmana".

## Filmografija
- De Wigwam (1912, remake 1931)
- Études des mouvements à Paris (1927)
- De Brug (1928)
- Regen (1929; samen met Mannus Franken)
- idem met muziek Lou Lichtveld 1932
- idem met muziek Eisler 1941
- idem met muziek Lou Lichtveld 2002
- Branding (1929)
- Ik-film (1929)
- Schaatsenrijden (1929)
- Arm Drenthe (1929)
- Heien (1929)
- Wij Bouwen (1930)
- Van Strijd, Jeugd en Arbeid (1930)
- Zuiderzee (1930)
- VVVC Journaals (1930)
- Breken en bouwen (1930)
- Donogoo Tonga (1931)
- Philips Radio (1931)
- Creosoot (1932)
- Komsomol (1933)
- Nieuwe Gronden (1933)
- idem met muziek Eisler 2005
- Borinage (1934)
- Saarabstimmung und Sowjetunion (1934)
- Kämpfer (1936)
- The Russian School in New York (1936)
- The Spanish Earth (1937)
- The Four Hundred Million (1939)
- New Frontiers (1940)
- Power and the Land (1940)
- Oil for Aladdin's Lamp (1941)
- Our Russian Front (1941)
- Action Stations! (1943)
- Know your Ennemy: Japan (1945)
- The Story of GI Joe (1945)
- Indonesia Calling (1946)
- The First Years (1949)
- Pokój Zwyciezy Swiat (1951)
- Freundschaft Siegt (1952)
- Vredeskoers Warschau-Berlijn-Praag (1952)
- à Valparaiso (1953?)
- Das Lied der Ströme (1954)
- Eenheid (1954, met muziek van Dmitri Sjostakovitsj)
- Mein Kind (1955)
- Les Aventures de Til l'Espiègle (1956)
- Die Windrose (1957)
- La Seine a rencontré Paris (1957)
- Before Spring (1958)
- Six Hundred Million With You (1958)
- l'Italia non è un Paese Povero 1960
- Demain a Nanguila 1960
- Carnet de Viaje 1961
- Pueblo Armado 1961
- Chagall 1962
- À Valparaiso 1963
- Le Petit Chapiteau 1963
- Le Train de la Victoire 1964
- Aah...Tamara 1965
- Pour le Mistral 1965
- Le Ciel, la Terre 1966
- Rotterdam Europoort (1966)
- Loin de Vietnam (1967)
- Le 17ièmme Parallèle (1968)
- Le Peuple et ses Fusils 1970
- Rencontre avec le President Ho Chi Minh 1970
- De Onvergetelijken (1971)
- La Pharmacie No. 3: Shanghai (1976)
- Une Histoire de Ballon (1976)
- Comment Yukong deplaça les Montagnes (12 delen) 1976
- Les Kazaks - Minorité Nationale - Sinkiang 1977
- Les Ouigours - Minorité Nationale - Sinkiang 1977
- Commémoration à Paris de la Mort de la Mao Ze-Dong (Journal) 1979
- Hâvre 1986
- Une Histoire de Vent (1988)